# 5-ös busz (Cegléd)
A ceglédi 5-ös helyi járat Cegléd város egyik helyi érdekű buszjárata, ami a Vásárhelyi Pál Lakótelep kapcsolatát biztosítja a Csengerivel.

## Megállóhelyek 5
| sz. | út (km) | megállóhely neve | átszállási kapcsolatok                                     | intézmények                   |
| --- | ------- | ---------------- | ---------------------------------------------------------- | ----------------------------- |
| 0   | 0,0     | Bojtorján u.     | 5A                                                         |                               |
| 1   | 0,3     | Búzavirág u.     |                                                            |                               |
| 2   | 1,0     | Csengeri ABC     |                                                            | ABC                           |
| 3   | 1,6     | Malom tér        |                                                            | Malom téri óvoda, TISZK       |
| 4   | 2,7     | Béke tér         | 4,4A                                                       | Dj's pub                      |
| 5   | 4,1     | Posta            | 1, 2,2A, 3,3A, 4,4A, 6,6A, 7,7A, 8,8A, 10,10A, 11          | Posta, DM, Profi, Sportmúzeum |
| 6   | 4,9     | Gimnázium u.     | 1, 2,2A, 3,3A, 4,4A, 6,6A, 7,7A, 8,8A, 10,10A, 11          | Gimnázium                     |
| 7   | 5,7     | Autóbusz-állomás | 1, 2,2A, 3,3A, 4,4A, 5,5A, 6,6A, 7,7A, 8,8A, 9, 10,10A, 11 | Vasútállomás,CBA SUPER        |

## Megállóhelyek 5A
| sz. | út (km) | megállóhely neve | átszállási kapcsolatok                                     | intézmények            |
| --- | ------- | ---------------- | ---------------------------------------------------------- | ---------------------- |
| 0   | 0,0     | Autóbusz-állomás | 1, 2,2A, 3,3A, 4,4A, 5,5A, 6,6A, 7,7A, 8,8A, 9, 10,10A, 11 | Vasútállomás,CBA SUPER |
| 1   | 5,7     | Bojtorján u.     | 5A                                                         |                        |

## Indítások 5
Csak tanítási napokon!
| sz. | út (km) | megállóhely neve | indul |
| --- | ------- | ---------------- | ----- |
| 0   | 0,0     | Bojtorján u.     | 7:30  |
| 1   | 0,3     | Búzavirág u.     | 7:31  |
| 2   | 1,0     | Csengeri ABC     | 7:32  |
| 3   | 1,6     | Malom tér        | 7:33  |
| 4   | 2,7     | Béke tér         | 7:35  |
| 5   | 4,1     | Posta            | 7:37  |
| 6   | 4,9     | Gimnázium u.     | 7:39  |
| 7   | 5,7     | Autóbusz-állomás | 7:40  |

## Indítások 5A
Csak tanítási napokon!
| sz. | út (km) | megállóhely neve | indul |
| --- | ------- | ---------------- | ----- |
| 0   | 0,0     | Autóbusz-állomás | 7:20  |
| 1   | 5,7     | Bojtorján u.     | 7:28  |